# Joannicjusz (Nedełczew)
Joannicjusz, imię świeckie Iwan Georgiew Nedełczew (ur. 2 marca 1939 we wsi Pet mogili, zm. 9 stycznia 2024 r. w Sliwenie) – bułgarski biskup prawosławny.

## Życiorys
W 1953 wstąpił do seminarium duchownego w Sofii, które ukończył w 1958. W 1960 rozpoczął studia teologiczne w Akademii Duchownej św. Klemensa z Ochrydy w Sofii, zakończone w 1964. 1 kwietnia 1961 złożył wieczyste śluby mnisze przed metropolitą starozagorskim Klemensem. 28 sierpnia tego samego roku biskup Stefan, wikariusz eparchii płowdiwskiej, wyświęcił go na hierodiakona. 17 marca 1963 został wyświęcony na hieromnicha. W 1964 wyjechał na dalsze studia teologiczne do ZSRR, na Moskiewską Akademię Duchowną. W 1968 otrzymał godność archimandryty. Dwa lata później wyjechał na dalsze roczne studia na starokatolicki wydział teologiczny do Berna. W 1975 przyjął chirotonię biskupią z tytułem biskupa weliczkiego, wikariusza eparchii sliweńskiej. 23 marca 1980 objął zarząd tejże eparchii jako jej biskup ordynariusz.
W pełni lojalny wobec władz komunistycznej Bułgarii, w czasie swojej ceremonii intronizacyjnej w 1980 chwalił je za „pozytywny stosunek do Bułgarskiego Kościoła Prawosławnego”, twierdził, iż wszyscy bułgarscy prawosławni winni z wdzięcznością oceniać działalność rządu i potępiał ustrój przedwojennej Bułgarii. W styczniu 2012 komisja badająca archiwa tajnych służb komunistycznej Bułgarii podała, że Joannicjusz (Nedełczew) był agentem KDS o pseudonimie Kirilewicz.
Zmarł w styczniu 2024 r. Został pochowany w sąsiedztwie katedralnego soboru św. Dymitra w Sliwenie.